# Dirk Van Mechelen
Dirk Louis Maria Van Mechelen (Kapellen, 27 augustus 1957) is een voormalig Belgisch politicus voor Open Vld.

## Levensloop
Hij groeide op in Kapellen in een slagersgezin met drie kinderen. In 1976 studeerde hij af in de richting Wetenschappen A aan het Sint-Michielscollege te Brasschaat. Aan de KU Leuven behaalde hij in 1980 een licentie in de Moderne Geschiedenis. Van 1981 tot 1982 werkte Van Mechelen als bediende bij de brilglazenfabrikant Buchmann Optical Industries, geleid door de liberale politicus Jacky Buchmann. Van 1982 tot 1987 was hij privésecretaris op diens ministeriële kabinetten. Buchmann was immers tot 1985 Vlaams gemeenschapsminister voor Huisvesting en nadien federaal minister van Middenstand. Van 1987 tot 1999 was Dirk Van Mechelen eveneens algemeen bestuurder van het CV Liberaal Huis en in 1999 was hij even algemeen bestuurder van de NV Regionale Persgroep Antwerpen.
In oktober 1982 werd Van Mechelen voor de toenmalige PVV voor het eerst verkozen tot gemeenteraadslid van Kapellen, waar hij van 1989 tot 1994 schepen van Openbare Werken, Personeel, Patrimonium en Informatie was. Na de verkiezingen van oktober 1994 was hij van 1995 tot 1999 schepen van Openbare Werken, Personeel, Sport en Infrastructuur. 
Bij de verkiezingen van november 1987 werd Van Mechelen op 30-jarige leeftijd voor de eerste maal verkozen als lid van de Kamer van volksvertegenwoordigers voor het arrondissement Antwerpen, hetgeen hij bleef tot in mei 1995. In de periode februari 1988-mei 1995 had hij als gevolg van het toen bestaande dubbelmandaat ook zitting in de Vlaamse Raad. De Vlaamse Raad was vanaf 21 oktober 1980 de opvolger van de Cultuurraad voor de Nederlandse Cultuurgemeenschap, die op 7 december 1971 werd geïnstalleerd, en was de voorloper van het huidige Vlaams Parlement. Bij de eerste rechtstreekse verkiezingen voor het Vlaams Parlement van 21 mei 1995 werd hij verkozen in de kieskring Antwerpen. Ook na de volgende Vlaamse verkiezingen van 13 juni 1999 bleef hij nog even Vlaams volksvertegenwoordiger tot juli 1999. Als parlementslid ging Van Mechelen ging vooral toeleggen op sociale zaken, werkgelegenheid en mediadossiers.
Na de verkiezingen van 13 juni 1999 werd de toen 41-jarige Van Mechelen enigszins verrassend benoemd tot Vlaams minister van Economie, Ruimtelijke Ordening en Media. Die bevoegdheden veranderden in de loop van de legislatuur 1999-2004 twee keer: via Financiën en Begroting, Innovatie, Media en Ruimtelijke Ordening werd het Financiën en Begroting, Ruimtelijke Ordening, Wetenschappen en Technologische Innovatie. 
Na de lokale verkiezingen van oktober 2000 werd hij titelvoerend burgemeester van de Kempense gemeente Kapellen. Zolang hij Vlaams minister was, werd hij vervangen door een waarnemend burgemeester, eerst Koen Helsen (2001-2006) en nadien Luc Janssens (2006-2009). Tijdens de gemeenteraadsverkiezingen van 2006 behaalde hij een absolute meerderheid van 60 procent onder het motto "Kapellen, hier is het leven goed". In 2001 ontving hij de Pieter Pourbusprijs, in 2002 de Quinten Matsijsprijs en in 2003 de Glazen Baksteen.
Toen de regering-Leterme op 22 juli 2004 de eed aflegde, was Van Mechelen de enige die er vijf jaar eerder ook al bij was. Hij werd Vlaams minister van Financiën en Begroting en Ruimtelijke Ordening. In 2006 ontving hij de Blauwe Kei. Op 10 oktober 2007 volgde hij in de Vlaamse regering Fientje Moerman op als viceminister-president. Bij de Vlaamse verkiezingen van 7 juni 2009 schoof Open Vld hem naar voren als uitdager voor minister-president Kris Peeters. Zijn verkiezingscampagne draaide toen onder meer rond het versnellen van een beslissing voor de Oosterweelverbinding. Als slagzin gebruikte hij die verkiezingen: 'Antwerpen, hoofdstad van Vlaanderen'. Open Vld boekte echter een groot verlies en werd naar de oppositiebanken verwezen. Na tien jaar ministerschap zetelde Van Mechelen opnieuw in het Vlaams Parlement voor de kieskring Antwerpen. Van juli 2009 tot mei 2014 maakte hij als derde ondervoorzitter deel uit van het Bureau (dagelijks bestuur) van het Vlaams Parlement. Dat gaf hem de mogelijkheid om volwaardig burgemeester van Kapellen te worden. Op 22 mei 2013 werd hij in de plenaire vergadering van het Vlaams Parlement gehuldigd voor zijn 25 jaar parlementair mandaat.
In juni 2011 gaf hij te kennen niet langer te geloven in het Masterplan voor de Antwerpse mobiliteit en de ondertunnelde Oosterweelverbinding waartoe de Vlaamse regering in september 2010 besliste. In dat jaar (2011) cumuleerde hij acht mandaten, waarvan drie bezoldigde. Na de lokale verkiezingen van 2012 verloor Open Vld in Kapellen opnieuw haar absolute meerderheid en moest ze het stellen met 14 van de 29 zetels. Wel bleef de partij afgetekend de grootste partij.  Van Mechelen behaalde een persoonlijke score van 3487 voorkeurstemmen. In de legislatuur 2012 - 2018 vormde zijn Open Vld een coalitie met N-VA. Ook na de gemeenteraadsverkiezingen van oktober 2018 bleef Van Mechelen burgemeester van de gemeente, opnieuw in een coalitie met N-VA en Open Vld.
Bij de verkiezingen van mei 2014 stond Van Mechelen op de tweede plaats op de Kamerlijst van Open Vld en werd hij opnieuw verkozen in de Kamer, waar hij van 2014 tot 2019 lid van het Bureau was. Bij de verkiezingen van mei 2019 was hij lijstduwer op de Kamerlijst, maar hij raakte niet meer verkozen. Sinds 12 november 2019 mag hij zich ereondervoorzitter van het Vlaams Parlement noemen. Die eretitel werd hem toegekend door het Bureau (dagelijks bestuur) van deze assemblee.
Bij de gemeenteraadsverkiezingen van oktober 2024 was Van Mechelen oorspronkelijk kandidaat voor een vijfde termijn als burgemeester. Open Vld bleef de grootste partij van Kapellen en vormde een coalitie met Vooruit en Groen, maar Van Mechelen kondigde vervolgens aan dat hij vanwege gezondheidsproblemen het burgemeesterschap doorgaf aan zijn partijgenote An Stokmans en ook niet in de gemeenteraad ging zetelen om plaats te maken voor zijn dochter Lotte, die in het nieuwe gemeentebestuur schepen werd.
In 2014 werd hij Grootofficier in de Leopoldsorde.

## Overzicht deelname politieke verkiezingen
- Vlaams Parlement 13 juni 1999 - 2e plaats kieskring Antwerpen - VLD - verkozen
- Senaat 18 mei 2003 - 10e plaats Vlaamse kieskring - VLD - niet verkozen
- Vlaams Parlement 13 juni 2004 - 2e plaats kieskring Antwerpen - VLD-Vivant - verkozen
- Gemeenteraadsverkiezingen 8 oktober 2006 - 1e plaats - Kapellen - VLD - verkozen (3.604 voorkeurstemmen)
- Provincieraadsverkiezingen 8 oktober 2006 - 15e plaats - Provincie Antwerpen - District Kapellen - verkozen (9.145 voorkeurstemmen)
- Kamer van volksvertegenwoordigers 10 juni 2007 - 3e opvolger kieskring Antwerpen - Open Vld
- Vlaams Parlement 7 juni 2009 - 1e plaats kieskring Antwerpen - Open Vld - verkozen
- Kamer van volksvertegenwoordigers 13 juni 2010 - 24e plaats kieskring Antwerpen - Open Vld - niet verkozen (15.337 voorkeurstemmen)